# Alice Rivaz
Alice Rivaz, pseudoniem van Alice Golay (Rovray, 14 augustus 1901 - Genthod, 27 februari 1998), was een Zwitserse schrijfster, journaliste en feministe.

## Biografie

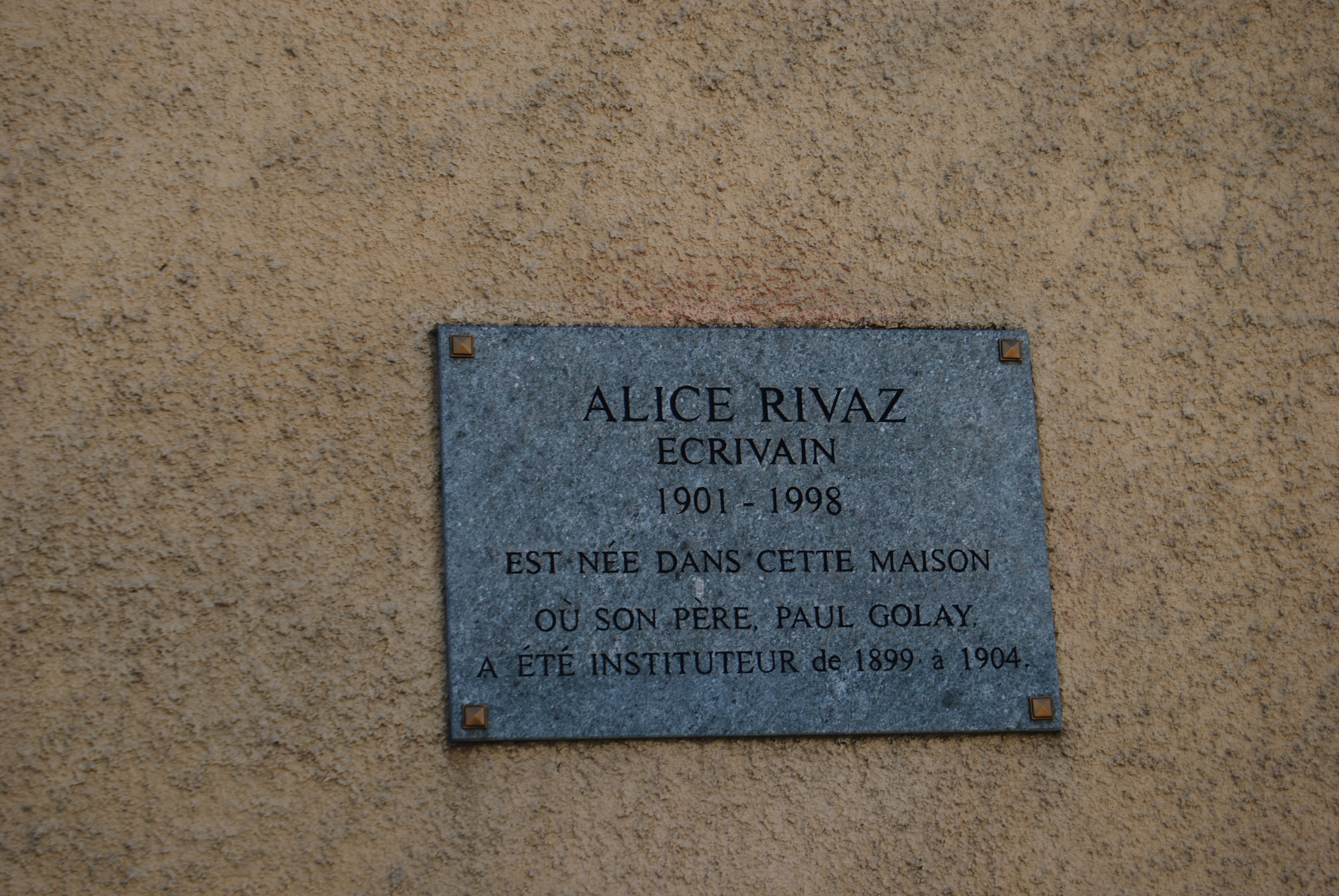
Gedenkplaat aan het geboortehuis van Alice Rivaz in Rovray.

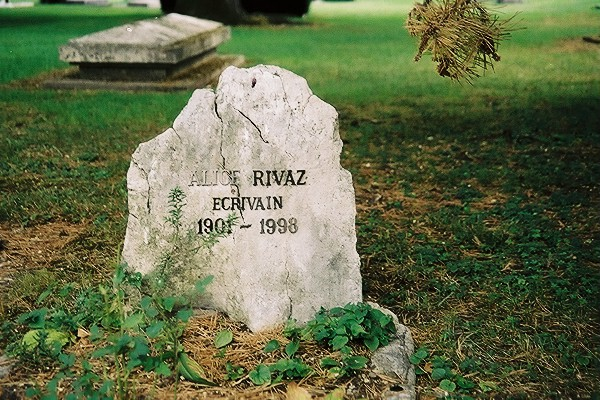
Graf van Alice Rivaz op de Cimetière des Rois in Genève).

Alice Rivaz was een dochter van Paul Golay. Ze studeerde aan het conservatorium van Lausanne, waar ze in 1917 een diploma behaalde. Onder invloed van de politieke overtuigingen van haar familie ontwikkelde ze vanaf haar adolescentie een bijzonder gevoel voor sociale kwesties. Zo was ze van 1916 tot 1918 lid van de Jeunesse socialiste lausannoise. Na piano- en musicologieles te hebben gegeven in diverse pensionaten, ging ze in 1925 aan de slag als documentaliste bij de Internationale Arbeidsorganisatie in Genève. Ze zou daar blijven werken tot 1940 en later opnieuw van 1946 tot 1959.
Tijdens de Tweede Wereldoorlog was ze actief als journaliste, voornamelijk voor het weekblad Servir en werkte ze tevens bij de Guilde du livre, waar ze Charles-Ferdinand Ramuz leerde kennen. In 1940 legde ze Ramuz haar eerste roman voor, Nuages dans la main. Ze nam toen ook het pseudoniem Alice Rivaz aan, een verwijzing naar de gemeente Rivaz in het kanton Vaud.
In wezen was het pas vanaf 1959, toen ze met pensioen ging, dat Rivaz zich volledig zou toeleggen op het schrijven. Ze publiceerde verhalenbundels, zoals Sans alcool (1961) en De mémoire et d'oubli (1973), romans, zoals Le creux de la vague (1967) en Jette ton pain (1979), autobiografische werken, zoals L'alphabet du matin (1969) en Ce nom qui n'est pas le mien (1980), en tevens een werk over dichter Jean-Georges Lossier (1986).
Haar œuvre, dat grotendeels werd vertaald in het Duits en het Italiaans, kent een prominente plaats toe aan vrouwen, die alleen staan ten opzichte van hun gezin, hun werk en de mannen, maar ook aan mensen die aan de rand staan van de samenleving en sociale groepen die in haar ogen vaak worden verwaarloosd en gediscrimineerd. Ze durfde sociale ongelijkheden publiekelijk aan de kaak te stellen en sprak over onderwerpen die in haar tijd nog taboe waren, zoals homoseksualiteit en antisemitisme.
Ze overleed in 1998 op 96-jarige leeftijd.

## Trivia
- Rivaz was beviend met de schrijfster Alice Curchod.[1]

## Onderscheidingen
- Schillerprijs (1942, 1969)
- Grand prix Charles-Ferdinand Ramuz (1980)

## Werken
- (fr)  Nuages dans la main, 1940.
- (fr)  Comme le sable, 1946.
- (fr)  La paix des ruches, 1946.
- (fr)  Sans alcool, 1961.
- (fr)  Comptez vos jours..., 1966.
- (fr)  Le creux de la vague, 1967.
- (fr)  L'alphabet du matin, 1969.
- (fr)  De mémoire et d'oubli, 1973.
- (fr)  Jette ton pain, 1979.
- (fr)  Ce nom qui n'est pas le mien, 1980.
- (fr)  Traces de vie, 1983.